# Думмерсторф
Думмерсторф (нем. Dummerstorf) — община в Германии, в земле Мекленбург-Передняя Померания.
Входит в состав района Бад-Доберан. Подчиняется управлению Варнов-Ост.  Население составляет 7231 человек (на 31 декабря 2010 года). Занимает площадь 35,07 км².